# The Offspring Collection
The Offspring Collection är det amerikanska punkrockbandet The Offsprings första samlingsbox, släppt den 2 juli 1999 via skivbolagen Musicrama Records, Epitaph Records och Phantom. Samlingsboxen, som är en inofficiell lansering, gavs ut i 2 000 exemplar och innehåller fyra av bandets tidigare singlar: "Come Out and Play (Keep 'Em Separated)", "Self Esteem", "Gotta Get Away" och "Pretty Fly (for a White Guy)". Utöver detta innehåller även samlingsboxen två stycken pins, där det på den ena står "Pretty Fly" och på den andra "For a White Guy". The Offspring Collection innehåller också ett The Offspring-klistermärke, en tillfällig tatuering med talet "31" samt en t-shirt med orden "'Pretty Fly (for a White Guy)" på framsidan och "Offspring 31" på baksidan.

## Innehåll

### "Come Out and Play (Keep 'Em Separated)"
Alla låtar är skrivna och komponerade av Dexter Holland, om inte annat anges. 
| Nr           | Titel                                  | Kompositör                           | Längd |
| ------------ | -------------------------------------- | ------------------------------------ | ----- |
| 1.           | Come Out and Play (Keep 'Em Separated) |                                      | 3:17  |
| 2.           | Session                                | Holland, Kristine Luna, Jill Eckhaus | 2:33  |
| 3.           | Come Out and Play (Acoustic Reprise)   |                                      | 1:31  |
| Total längd: | Total längd:                           | Total längd:                         | 7:21  |

### "Self Esteem"
Alla låtar är skrivna och komponerade av Dexter Holland, om inte annat anges. 
| Nr           | Titel                 | Kompositör    | Längd |
| ------------ | --------------------- | ------------- | ----- |
| 1.           | Self Esteem           | Holland, Luna | 4:17  |
| 2.           | Burn It Up            |               | 2:43  |
| 3.           | Jennifer Lost the War |               | 2:35  |
| Total längd: | Total längd:          | Total längd:  | 9:35  |

### "Gotta Get Away"
Alla låtar är skrivna och komponerade av Dexter Holland, om inte annat anges. 
| Nr           | Titel             | Kompositör   | Längd |
| ------------ | ----------------- | ------------ | ----- |
| 1.           | Gotta Get Away    |              | 3:56  |
| 2.           | We Are One        |              | 4:00  |
| 3.           | Forever and a Day |              | 2:37  |
| Total längd: | Total längd:      | Total längd: | 10:33 |

### "Pretty Fly (for a White Guy)"
Alla låtar är skrivna och komponerade av Dexter Holland, om inte annat anges. 
| Nr           | Titel                                                        | Kompositör   | Längd |
| ------------ | ------------------------------------------------------------ | ------------ | ----- |
| 1.           | Pretty Fly (for a White Guy)                                 |              | 3:08  |
| 2.           | Pretty Fly (for a White Guy) (The Geek Mix)                  |              | 3:07  |
| 3.           | Pretty Fly (for a White Guy) (The Baka Boys Low Rider Remix) |              | 3:03  |
| 4.           | All I Want (liveversion)                                     |              | 2:02  |
| Total längd: | Total längd:                                                 | Total längd: | 11:20 |

## Medverkande
- Dexter Holland – sång och kompgitarr
- Noodles – sologitarr och sång
- Greg K. – elbas
- Ron Welty – trummor och sång

### Övriga medverkande
- Jason "Blackball" McLean – sång på "Come Out and Play (Keep 'Em Separated)"[5]
- Heidi Villagran – sång på "Pretty Fly (for a White Guy)"
- Nika Futterman Frost – sång på "Pretty Fly (for a White Guy)"
- Thom Wilson – producent, ljudtekniker och mixning för "Come Out and Play (Keep 'Em Separated)", "Self Esteem" och "Gotta Get Away"
- Dave Jerden – producent och mixning för "Pretty Fly (for a White Guy)"